# Гольдбах (Баварія)
Гольдбах (нім. Goldbach) — громада в Німеччині, розташована в землі Баварія. Підпорядковується адміністративному округу Нижня Франконія. Входить до складу району Ашаффенбург.
Площа — 10,97 км2. Населення становить 10 092 ос. (станом на 31 грудня 2020).